# Louis Vangeke
Louis Vangeke MSC (* 25. Juni 1904 in Ogofoina, Britisch-Neuguinea; † 15. Dezember 1982) war ein papua-neuguineischer römisch-katholischer Ordensgeistlicher und Bischof von Bereina.

## Leben
Louis Vangeke trat der Ordensgemeinschaft der Herz-Jesu-Missionare bei und empfing am 14. Juni 1937 das Sakrament der Priesterweihe.
Am 21. September 1970 ernannte ihn Papst Paul VI. zum Titularbischof von Culusi und zum Weihbischof in Port Moresby. Papst Paul VI. spendete ihm am 3. Dezember desselben Jahres in der Saint Mary’s Cathedral in Sydney die Bischofsweihe; Mitkonsekratoren waren der Bischof von Bereina, Eugène Klein MSC, und der Erzbischof von Port Moresby, Virgil Patrick Copas MSC.
Papst Paul VI. bestellte ihn am 1. März 1976 zum Bischof von Bereina. Am 30. Oktober 1979 nahm Papst Johannes Paul II. das altersbedingte Rücktrittsgesuch von Vangeke an.